# 那覇市立図書館
那覇市立図書館（なはしりつとしょかん）は、沖縄県那覇市にある市立の公共図書館である。

## 歴史
沖縄県では、当時の沖縄県立図書館を含む全ての図書館が第二次世界大戦によって姿を消し、戦災から守るため農村部へと避難させていた蔵書までもが焼失した。戦後の図書館再建の先駆けとなったのが1947年（昭和22年）に沖縄民政府によって設置された「沖縄中央図書館」である。これは、戦前最後の沖縄県立図書館長であった城間朝教の働きによるもので、設置に際して内地や台湾などへ図書の寄贈を依頼している。一方琉球列島米国軍政府も図書館設置に協力し、その仲介で上海から1000冊の和書を譲り受けたが、それでも3つの分館（石川、名護、首里）を合わせても2,700冊 と、ごく小規模のものであった。この本館が、那覇市立図書館の起源となっている。
沖縄中央図書館の本館は、沖縄民政府とともに那覇へと移転し、市内で学校跡地などを5か所を転々とした のち、1951年（昭和26年）に琉球列島米国民政府へ移管、場所も那覇の崇元寺跡に移り「情報会館」となった。翌1952年（昭和27年）、「那覇琉米文化会館」へ改称。なお、石川、名護の分館もそれぞれ独立した琉米文化会館となっている（首里分館は首里図書館を経て、現在の県立図書館となった）。
那覇琉米文化会館は1960年（昭和35年）頃に一度与儀の新館に移転 し、さらに1969年（昭和44年）に現在の那覇市立図書館の場所へと新築移転した。1972年（昭和47年）には沖縄返還によって那覇市へ委譲、「那覇文化センター」となり、3年後の1975年（昭和50年）に教育委員会へ移管、現在の「那覇市立図書館」へと名前を改めて今に至る。1980年代には3つの分館を設置、現在では6分館を有する。
1996年（平成8年）、移動図書館を含む全館を繋ぐコンピュータネットワークを運用開始。2001年（平成13年）には沖縄県立図書館と共同で「沖縄県図書館総合目録」の運用を開始しており、2008年現在12館（と一部の分館）が参加している。また、1999年（平成11年）に蔵書検索が可能なウェブサイトを開設 し、2007年（平成19年）にはそこでの予約も可能になった。
琉米文化会館時代から「巡回文庫」として全琉100か所（1969年）ものステーションに資料を貸し出していた ほか、「移動文化会館」として各地でさまざまな文化活動を行っていた。市立図書館となった翌年1976年（昭和51年）には移動図書館「青空号」による巡回を開始したが、2008年（平成20年）に廃止となった。

## 各図書館
那覇市立図書館は、中央図書館と6つの分館からなる。
休館日はいずれも月曜日であったが、2008年（平成20年）にうち3館の休館日が金曜日に変更となった。現在は牧志駅前、首里、繁多川の3館が金曜休館である。祝日と毎月第3水曜日、慰霊の日（6月23日）も休館である。開館時間は、平日が9時30分から19時まで。土曜日は18時まで。日曜日は、中央館・繁多川館が18時まで、他は17時まで。
1998年（平成10年）に貸出冊数の制限（4冊まで）が廃止された ため、現在では何冊でも借りることができる。
中央図書館（ちゅうおうとしょかん）
〒902-0064 那覇市寄宮1-2-15
1階が図書館、2階が中央公民館となっている。与儀公園と隣接。
小禄南図書館（おろくみなみとしょかん）
〒901-0145 那覇市高良2-7-1
1階が公民館、2階が図書館となっている。
首里図書館（しゅりとしょかん）
〒903-0812 那覇市首里当蔵町2-8-2
1階が公民館、2階が図書館となっている。前述の通り、過去にも「首里図書館」という名の図書館があり、琉球政府立中央図書館を経て現在の沖縄県立図書館となった。
若狭図書館（わかさとしょかん）
〒900-0031 那覇市若狭2-12-1
1階が図書館、2階が公民館となっている。1992年（平成4年）の開館時からコンピュータを導入しており、これは那覇市立図書館で最も早い。
石嶺図書館（いしみねとしょかん）
〒903-0804 那覇市首里石嶺町2-70-9
石嶺文化スポーツプラザ内にあり、1階に図書館と公民館、地下に市民石嶺首里プールがある。
繁多川図書館（はんたがわとしょかん）
〒902-0071 那覇市繁多川4-1-38
1階が図書館、2階が公民館となっている。業務の一部を特定非営利活動法人「ゆいベース・エル」へ委託している。NPO法人への委託は沖縄県の図書館では初。
牧志駅前ほしぞら図書館（まきしえきまえほしぞらとしょかん）
〒902-0067 那覇市安里2-1-1
2011年7月8日に開館した新しい分館。同年3月末に閉館した久茂地（くもじ）図書館からの移転である。再開発ビル「さいおんスクエア」の3階にあり、公民館・プラネタリウムと併設されている。指定管理者制度の導入が予定されている。床面積は公民館などと合わせた公共公益部分全体で2,640平方メートル、図書館のみで773.17平方メートル。
| 名称                   | 竣工               | 延床 面積 (m2) | 蔵書 冊数 | 雑誌 購入 種数 | 個人 貸出数 | 団体 貸出数 | 登録 利用者数 | 職員数 | 職員数 | 職員数 | 職員数 | 職員数      | 開館 日数 | 備考 |
| 名称                   | 竣工               | 延床 面積 (m2) | 蔵書 冊数 | 雑誌 購入 種数 | 個人 貸出数 | 団体 貸出数 | 登録 利用者数 | 専任   | 兼任   | 非常勤 | 臨時   | 委託・ 派遣 | 開館 日数 | 備考 |
| ---------------------- | ------------------ | -------------- | --------- | -------------- | ----------- | ----------- | ------------- | ------ | ------ | ------ | ------ | ----------- | --------- | ---- |
| 中央図書館             | 1969年（昭和44年） | 784            | 175,916   | 62             | 204,108     | 2,302       | 47,530        | 10     | 0      | 5.7    | 1.2    | 0           | 279       |      |
| 小禄南図書館           | 1983年（昭和58年） | 720            | 87,088    | 68             | 193,447     | 6,631       | 29,932        | 3      | 0      | 5      | 0      | 0           | 273       |      |
| 首里図書館             | 1984年（昭和59年） | 525            | 76,748    | 58             | 114,324     | 3,274       | 25,598        | 3      | 0      | 4.7    | 0      | 0           | 274       |      |
| 若狭図書館             | 1992年（平成4年）  | 603            | 69,427    | 55             | 93,235      | 3,673       | 25,693        | 3      | 0      | 4.7    | 0      | 0           | 283       |      |
| 石嶺図書館             | 1996年（平成8年）  | 485            | 75,563    | 68             | 140,312     | 2,438       | 22,464        | 3      | 0      | 4.7    | 0      | 0           | 275       |      |
| 繁多川図書館           | 2004年（平成16年） | 429            | 56,413    | 54             | 110,758     | 4,712       | 7,412         | 0      | 1      | 0      | 0      | 9.3         | 293       |      |
| 牧志駅前ほしぞら図書館 | 2011年（平成23年） | 773            | 99,198    | 68             | 187,679     | 6,243       | 20,791        | 3      | 0      | 4.7    | 0      | 0           | -         |      |
| 合計                   | -                  | -              | 640,353   | 433            | 1,043,863   | 29,273      | 179,420       | 21     | 1      | 29.5   | 1.2    | 9.3         | -         |      |